# جناس محرف
الجناس المحرف ويقال له جناس التحريف، ما اختلف ركناه في هيئات الحروف الحاصلة من حركاتها وسكناتها، نحو «إذا زل عالِم، زل بزلته العالَم». ومنه التزلزل وهو ما انقلب معناه بتغيير حركة واحدة منه.